# Freightliner Trucks
Freightliner Trucks – amerykańskie przedsiębiorstwo branży motoryzacyjnej produkujące samochody ciężarowe, stanowiące część grupy Daimler AG. Siedziba przedsiębiorstwa mieści się w Portland, w stanie Oregon.
Przedsiębiorstwo założone zostało w 1942 roku. W 1981 roku Freightliner przejęty został przez spółkę Daimler-Benz AG (obecnie Daimler AG). Zakłady produkcyjne znajdują się w Stanach Zjednoczonych i Meksyku.

## Modele
Modele produkowane obecnie (stan na marzec 2014):
- Cascadia/Cascadia Evolution
- Coronado
- M2 106
- M2 112
- 108SD
- 114SD
- 122SD